# Literna hovana
Literna hovana är en insektsart som beskrevs av Victor Lallemand 1949. Literna hovana ingår i släktet Literna och familjen spottstritar.
Artens utbredningsområde är Madagaskar. Inga underarter finns listade i Catalogue of Life.